# غادة واصف
غادة واصف، (18 مارس 1948 - 28 أبريل 2007) ممثلة سورية اشتهرت بأدوارها الثانوية.

## حياتها
هي أخت الممثلات منى وهيفاء واصف. شاركت كممثلة في العديد من الأعمال التلفزيونية والمسرحية والسينمائية بالإضافة إلى بعض الأعمال الإذاعية التي لاقت صدى لدى المستمعين وهي عضو في نقابة الفنانين السوريين.

## أعمالها
- كسر الخواطر
- الغدر
- أبو المفهومية
- شو حكينا
- دنيا
- رقصة الحبارى
- النصابون
- النصية
- حمام القيشاني ج2
- لوين
- أحلام أبو الهنا
- الزاحفون
- يوميات مدير عام
- مدير بالصدفة
- عيلة ست نجوم
- أبو البنات
- عاشقة تحت العشرين (فيلم)
- عيلة خمس نجوم
- راقصة الحب
- ناجي العلي
- طرابيش
- الابتسامة
- سواقة التاكسي (فيلم)
- سيدتي الجميلة
- الغجرية العاشقة
- قلوب دافئة
- عيلة سبع نجوم
- أشواك ناعمة
- ليالي الصالحية
- شجرة النارنج
- عودة غوار بدور الداية التي ولدت زوجة غوار في الفيلا

## روابط خارجية
- غادة واصف على موقع قاعدة بيانات الأفلام العربية